# ちゃおガール
ちゃおガールは、小学館発行の少女漫画雑誌『ちゃお』の専属モデル。2007年以降毎年開催されている「ちゃおガールオーディション」で選出され、誌面にモデルとして登場するほか、CM、同誌の付録DVD内に収録されている「ちゃおちゃおTV!」にも出演する。メンバーは芸能事務所のアミューズに所属しており、一部のメンバーにより同社所属の女性アイドルグループCiào Smilesが結成されたほか、同社所属の女性アイドルグループさくら学院のメンバーとして活動した者もいた。

## メンバー
ちゃおガールオーディションのグランプリ・準グランプリを受賞しアミューズに所属したことのある人物は原則全員記載し、その他の入賞者は特記すべき者のみを記載した。受賞歴はないが、本誌等に登場する際にちゃおガールと表示されたことがある一部の人物も記載した。ちゃおガールとして活動した者はちゃおガール活動時の名義を、それ以外の者はオーディション時の名義を記載した。
- 武藤彩未 - 元可憐Girl's、元さくら学院。
- 水野由結 - 元さくら学院、元BABYMETAL。
- 麻生真彩 - 元さくら学院。
- 有友緒心 - 元さくら学院。@onefive
- 金井美樹 - 2007年グランプリ。女優[4][5]。
- 菊地最愛 - 2007年準グランプリ。元さくら学院。BABYMETAL[4]。
- 下谷美憂 - 2007年準グランプリ[4][6]。
- 堀内まり菜 - 2007年スマイル賞。元さくら学院[4]。元ヒーラーガールズ。
- 杉﨑寧々 - 2007年スマイル賞。元さくら学院[4]。
- 前川琳菜 - 2007年スマイル賞。Ranzuki元専属モデル[4]。
- 小田彩美 - 2008年グランプリ[7][5]。
- 猪野結佳 - 2008年準グランプリ[7][8]。
- 増永雪乃 - 2008年準グランプリ[7][9]。
- 布施柚乃 - 2009年グランプリ。女優[10][5]。
- 野津友那乃 - 2009年準グランプリ。元さくら学院[10][5]。
- 田口華 - 2009年準グランプリ。元さくら学院、元虎姫一座[10][5]。
- 黒澤美澪奈 - 2009年スマイル賞。元てれび戦士、元Ciào Smiles、元さくら学院[10][11]。
- 吉澤舞 - 2010年グランプリ[12][11]。
- 春本ゆき - 2010年準グランプリ。元AKB48[12][13]。
- 馬渕遥 - 2010年準グランプリ[12][14]。
- 倉本彩 - 2010年スマイル賞。nicola元専属モデル[12]。
- 山田杏奈 - 2011年グランプリ。女優[15][11]。
- 高野あみい - 2011年準グランプリ[15][11]。
- 大賀咲希 - 2011年審査員特別賞。元さくら学院[15][16]。
- 新籾ひまわり - 2011年スマイル賞。元マジカル・パンチライン[15]。
- 岡田愛 - 2012年グランプリ。元さくら学院、元おはガール[17][11]。
- 倉島颯良 - 2012年準グランプリ。元さくら学院[17][11]。
- 小林もも - 2012年準グランプリ。元Ciào Smiles[17][11]。
- 鎰谷美夢 - 2013年グランプリ[18][19]。
- 加藤結 - 2013年準グランプリ。元Ciào Smiles[18][11]。
- 加藤亜優 - 2013年準グランプリ。元OS☆U[18]。
- 宮田くるみ - 2013年スマイル賞、2014年グランプリ。元Ciào Smiles、元おはガール、元キャンディzoo、iSPY[18][20][21]。
- 新谷ゆづみ - 2014年準グランプリ。元Ciào Smiles、元さくら学院[20][21]。
- 植村友結 - 2015年グランプリ。元Ciào Smiles[22][21]。
- 小島華蓮 - 2015年準グランプリ。元Ciào Smiles[22][21]。
- 西山未桜 - 2015年スマイル賞。特撮ドラマ『アイドル×戦士 ミラクルちゅーんず!』白鳥ヒカリ 役[22]。
- 田中美空 - 2016年グランプリ。元Ciào Smiles、元さくら学院[23][24]。
- ロワ梨里愛 - 2016年準グランプリ。元Ciào Smiles[23][24]。
- 三好佑季 - 2016年スマイル賞。特撮ドラマ『魔法×戦士 マジマジョピュアーズ!』愛乃モモカ 役、Shibu3 project[23][25]。
- 並木彩華 - 2017年グランプリ。元Ciào Smiles[26][24][27]。
- 塩﨑未絃 - 2017年準グランプリ[26][28]。
- 村田万葉 - 2017年準グランプリ。dela[26][29]。
- 吉川みあ - 2017年審査員特別賞。スターウォーズ賞[26][30][注釈 2]。
- 照内心陽 - 2018年グランプリ。元Ciào Smiles[31][24]。
- 大島美優 - 2018年準グランプリ。元Ciào Smiles[31][24]。
- 佐野杏羽 - 2018年準グランプリ[31][32]。
- 根岸実花 - 2019年グランプリ。元Ciào Smiles[33][34]、アニメ『おにぱん!』ひまわり 役、おにぱんず!。
- 齋藤里咲 - 2019年準グランプリ、おはスタ賞[33][35]。
- 加藤ここな - 2020年グランプリ、おはスタ賞[36][37][注釈 3]。
- 仲田ゆき - 2019年チェキ賞、2020年準グランプリ[33][36][38][注釈 4]。
- 中江ほの - 2021年グランプリ、おはスタ賞[39][40]。
- 泉沙和香 - 2022年グランプリ、おはスタ賞[41][注釈 5][42]。
- 水上あきら - 2022年準グランプリ[43]。
- 野花美月 - 2022年ナルミヤ賞[44]。
- 大西めいさ - 2023年グランプリ、おはスタ賞[45][注釈 6][46]。
- 井原凪咲 - 2024年グランプリ[47][48]。
- 春岡花那 - 2024年おはスタ賞[49]。